# Audition (manhwa)
Pour les articles homonymes, voir Audition.
Audition (오디션) est un manhwa en 10 volumes écrit et dessiné par Kye Young-chon, publié en Corée du Sud aux éditions Seoul Cultural et en français chez Saphira.

## L'histoire
Pour reprendre en main la maison de disques laissée en héritage par son père, Song Myeong-ja doit retrouver quatre génies de la musique et leur faire remporter un concours national qui réunira tous les plus grands groupes amateurs de Corée du Sud !
Avec l'aide de Bou-ok, son ancienne amie d'enfance devenue détective privée, elle se lance à leur recherche. C'est une véritable course contre la montre qui s'engage... car les jeunes novices devront faire leurs preuves lors de redoutables auditions.